# Ludwig von Tiedemann

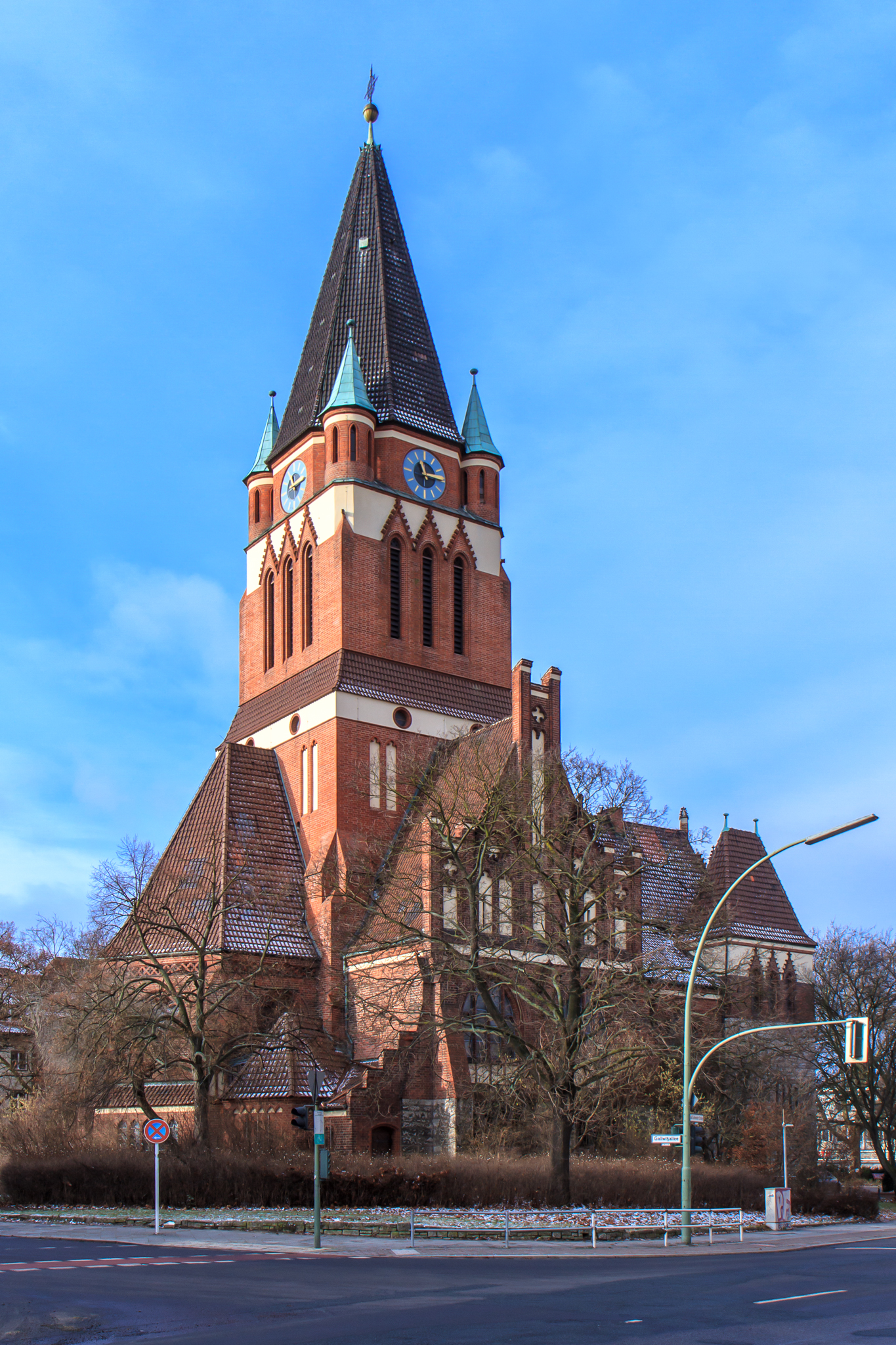
Kościół Św. Trójcy w berlińskiej dzielnicy Lankwitz

Ludwig von Tiedemann (ur. 17 listopada 1841 w Rusocinie, zm. 2 marca 1908 w Berlinie) – niemiecki architekt uniwersytecki w Halle, a potem w Berlinie.

## Życiorys
Urodził się jako syn Carla Ludwiga Gustava Adolfa Tiedemanna i Alexandrine Friederike Franziska Erdmuthe von Selchow. Był ich piątym z kolei dzieckiem. Najpierw uczył się w Kolegiackim Gimnazjum Panny Marii w Szczecinie. Po maturze w 1862 r. wstąpił do Akademii Budownictwa w Berlinie. 11 czerwca 1870 zdał z wyróżnieniem egzamin na budowniczego i został przyjęty do służby państwowej. Jego pierwszym samodzielnym zadaniem była budowa towarowego dworca kolejowego St. Gereon w Kolonii. Później trafił do Halle, gdzie kierował budową zespołu gmachów Instytutu Anatomii.
W 1875 zawarł związek małżeński, jego wybranką była Maria Wilhelmina Henrietta Mathilde von Stuckrad, z którą miał sześcioro dzieci.
Następnie realizował głównie obiekty sakralne.
Niektóre z zaprojektowanych przez niego kościołów jak np. Kościół Betański (1900–1902) w Berlin-Weißensee zostały zniszczone w czasie wojny i pozostały po nich tylko ruiny. Inne, jak choćby Kościół Św. Trójcy w berlińskiej dzielnicy Lankwitz (1903–1906) odniosły w czasie bombardowań mniejsze uszkodzenia i zostały odbudowane.
Ludwig von Tiedemann był także architektem kościołów ewangelickich budowanych na ziemiach polskich, przykładami są tutaj kościół garnizonowy św. Jerzego w Sopocie (1899-1901), kościół poewangelicki w Grodzisku Wielkopolskim (1904-1905) i kościół św. Józefa w Opalenicy (1900).